# Miguel Berry
Miguel Berry (* 16. September 1997 in Barcelona) ist ein spanischer Fußballspieler, welcher derzeit bei LA Galaxy unter Vertrag steht.

## Werdegang
Berry wurde 1997 in Spanien als Sohn von amerikanischen Eltern geboren, mit welchen er im Alter von 8 Jahren nach Amerika zurückkehrte. In seiner Jugend war er bei den San Diego Toreros aktiv, bevor er im Januar 2020 beim Draft vom MLS-Franchise Columbus Crew verpflichtet wurde. Ende August wurde er zu San Diego Loyal SC in die USL Championship verliehen. Im Mai 2021 folgte eine zweite Leihe nach San Diego. Nach den Leihen spielte er regelmäßig für die Columbus Crew, mit welcher er 2021 im Finale gegen CD Cruz Azul den Campeones Cup gewinnen konnte. Danach folgten kurze Stationen bei D.C. United und Atlanta United. Im Januar 2024 schloss er sich LA Galaxy an.